# Logique triviale
Cet article court présente un sujet plus développé dans : Trivialisme, Logique mathématique, Principe d'explosion et cohérence (logique).
Une logique triviale ou plus exactement théorie triviale est une théorie exprimée dans une logique à partir de laquelle tout énoncé est démontrable. 
Typiquement une théorie d'une logique munie du principe d'explosion devient triviale dès qu'une contradiction se déduit d'axiomes de la théorie. La trivialité est une propriété qui fait d'une logique une mauvaise logique, puisque tout et son contraire y deviennent démontrable. je suis le pape et je ne suis pas le pape, dans des logiques qui permettent ces énoncés, ou Le système d'équation A a des solutions ainsi que Le système d'équation A n'a pas de solutions ou encore ce pont pourra supporter la charge aussi bien que ce pont s'écroulera sous la charge. Raisonner dans une telle logique ne serait par conséquent pas très utile pour un mathématicien ou un ingénieur. Certaines logiques, dites paracohérentes ont la propriété de pouvoir raisonner avec des contradictions sans pour autant devenir triviales. Ce n'est cependant pas la stratégie la plus populaire parmi les mathématiciens lors de la découverte de contradiction qui rendrait les théories triviales, dont un exemple très connu est la crise des fondements. Cette crise a été déclenchée par la découverte de paradoxes dans la théorie des ensembles, comme le paradoxe de Russell, qui rendent la théorie triviale en utilisant les raisonnement logiques habituels. La réaction des mathématiciens n'a historiquement pas été de changer les méthodes de raisonnement en cherchant des logiques non classiques comme la logique paracohérente, mais plutôt de modifier (avec succès) la théorie elle-même afin d'en supprimer les incohérences avérées. 
Ce processus a donné naissance à des théories axiomatiques, supposées cohérentes comme la théorie des ensembles ZFC, sans qu'on ne puisse en prouver la cohérence vu les théorèmes d'incomplétude.